# 宗谷バス
宗谷バス株式会社（そうやバス）は、北海道稚内市に本社を置くバス会社である。

## 概要
会社ホームページに「日本最北端・稚内のバス会社」と謳われているとおり、日本国内のバス会社の中で最北の営業エリアを持つ。主に稚内市、利尻島内、礼文島内といった宗谷管内の市町村で路線バス営業を行うほか、ゴールデンウィークから秋までの観光シーズンには定期観光バスも運転する。また、稚内 - 札幌間などの都市間長距離バスや、旧・天北線、旧・興浜北線といったJR、旧国鉄線の廃止代替バス路線を受け持つ。2009年まで東急グループの一員であった。

### 年表
- 1952年（昭和27年）
  - 7月1日 創立。
  - 7月15日 道北乗合自動車より譲受した路線を以って営業開始。
- 1954年（昭和29年）8月 雄武営業所開設。
- 1956年（昭和31年）本社を枝幸町から稚内市に移転。
- 1959年（昭和34年）12月28日 東京急行電鉄の傘下に入る。
- 1971年（昭和46年）6月 雄武営業所廃止。
- 1985年（昭和60年）7月1日 興浜北線廃止に伴い代替バスを運行開始。
- 1989年（平成元年）5月1日 天北線廃止に伴い代替バスを運行開始。
- 2009年（平成21年）10月1日 東京急行電鉄およびじょうてつが所有する当社株式をジェイ・ウィル・パートナーズ（参考／ジェイ・コーチ#ジェイ・コーチグループには数えられなかった傘下企業の状況）が運営・管理する合同会社へ譲渡、東急グループから離脱[2]。
- 2010年（平成22年）
  - 6月12日 稚内駅前バスターミナルを、キタカラ（稚内駅再開発ビル）の1階に移転[3]。
  - 6月21日 本社を稚内営業所が置かれている末広5丁目に移転[3]。
  - 同年中に自社株を買い戻しジェイ・ウィル・パートナーズ傘下から離脱[4]。
- 2020年（令和2年）
  - 3月31日　曲渕線（稚内駅前～曲渕）を廃止[5]。
- 2023年（令和5年）
  - 9月30日　天北宗谷岬線を稚内駅から浜頓別高校の運行に短縮し、浜頓別～音威子府駅前から一般路線バスが撤退。同区間は予約制ワゴン車での運行となる。また、同日をもって音威子府と中頓別バスターミナルの窓口を閉鎖した[6][7]。

## 事業所
すべて北海道に所在。
本社・稚内営業所・貸切センター・稚内整備工場
稚内市末広5丁目2-23
枝幸営業所
枝幸郡枝幸町三笠町301-7 枝幸交通ターミナル1階
礼文営業所
礼文郡礼文町大字香深村字トンナイ
利尻営業所
利尻郡利尻町沓形字本町
札幌営業所（都市間バス）
札幌市南区石山東3丁目1-28
札幌営業所（貸切バス）
千歳市清流2丁目5（千歳市根志越業務団地）
稚内駅前バスターミナル
稚内市中央3丁目6-1　キタカラ1階
鬼志別窓口
宗谷郡猿払村鬼志別南町243 鬼志別バスターミナル内
浜頓別窓口
枝幸郡浜頓別町中央南8 浜頓別バスターミナル内
潮見窓口
稚内市潮見5丁目4 潮見待合所内
稚内フェリーターミナル窓口
稚内市開運2丁目7-1

※2023年10月1日に天北宗谷岬線の部分廃止に伴い 中頓別・音威子府の各窓口を廃止した。

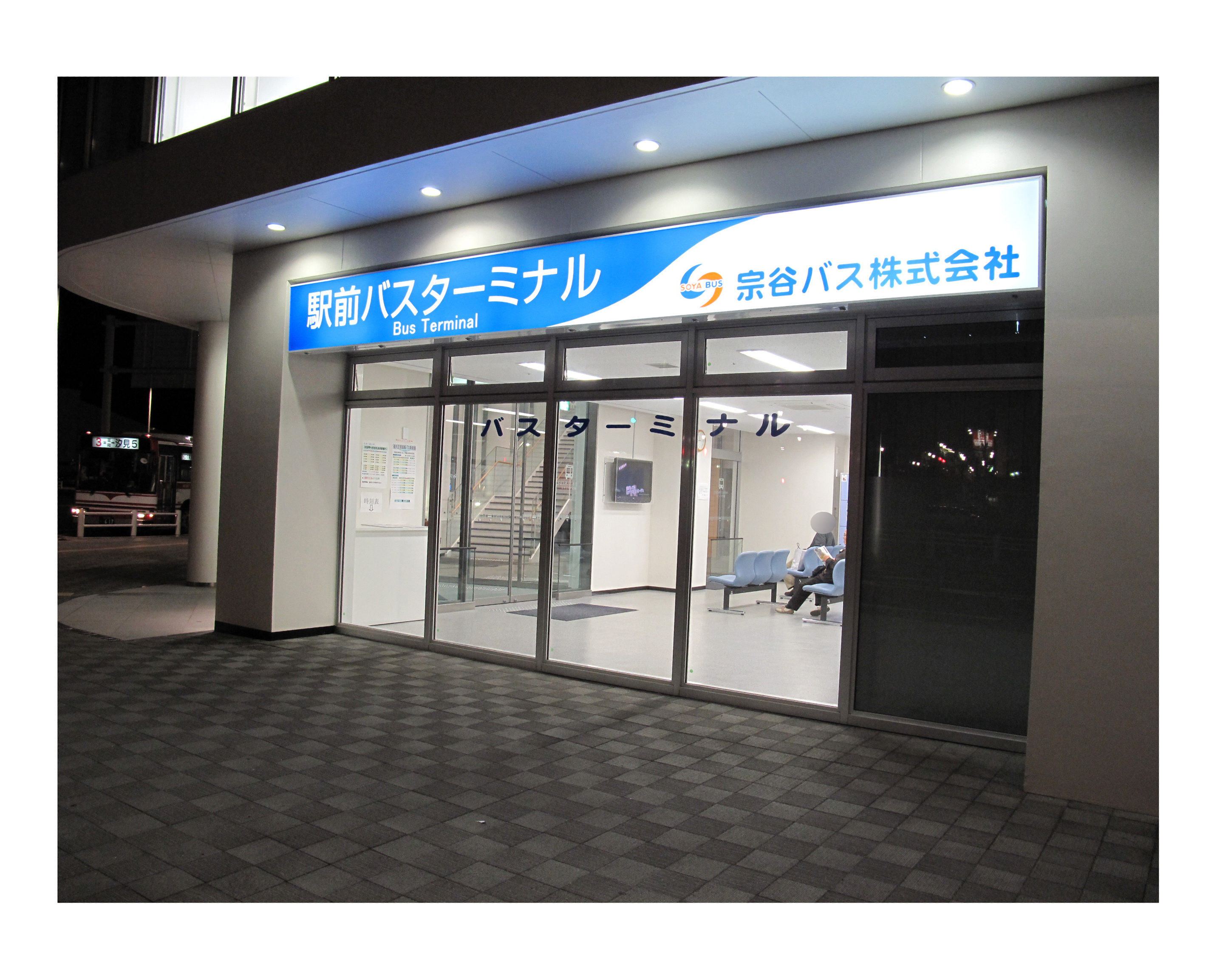
稚内駅前バスターミナル
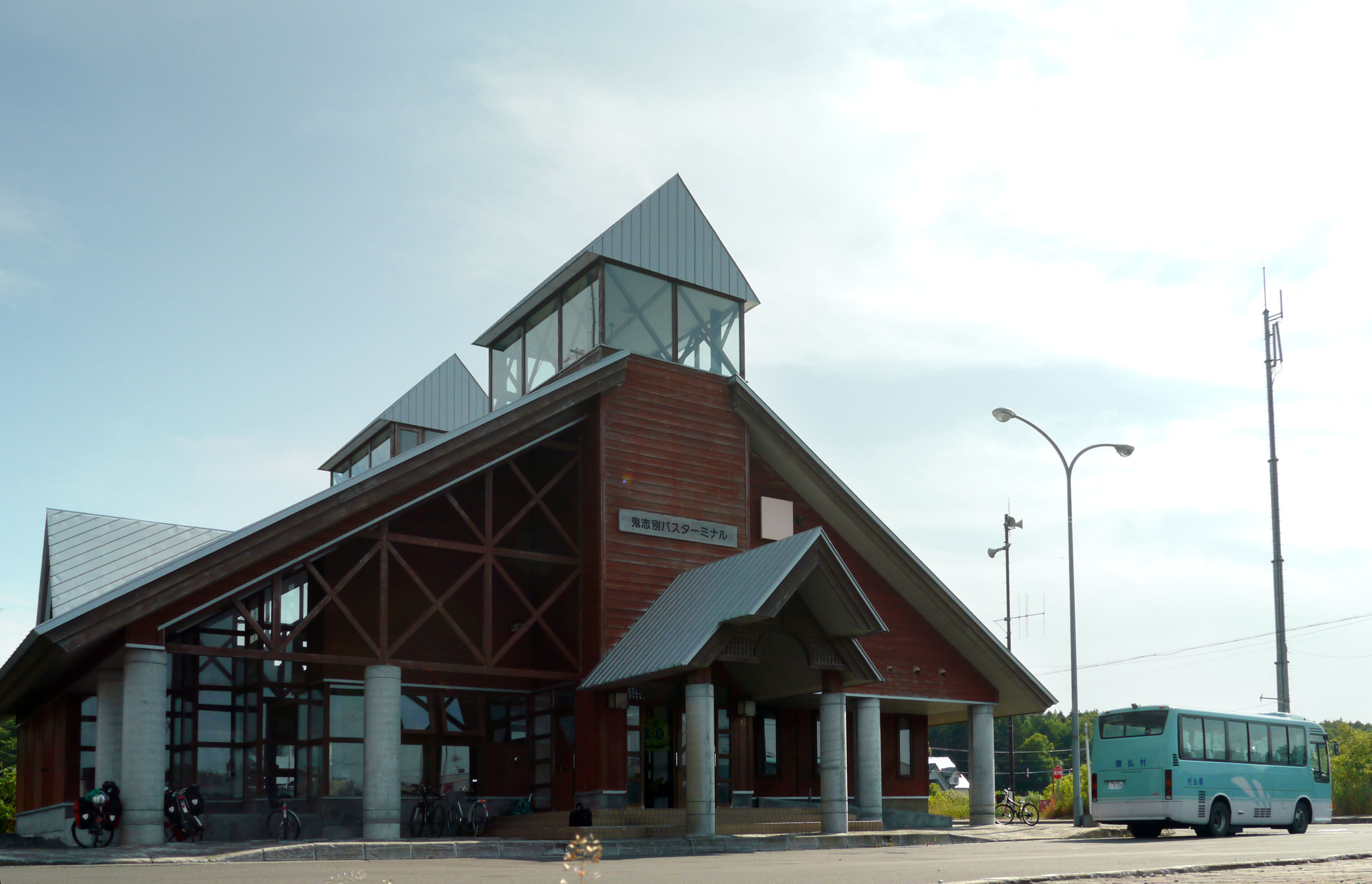
鬼志別バスターミナル
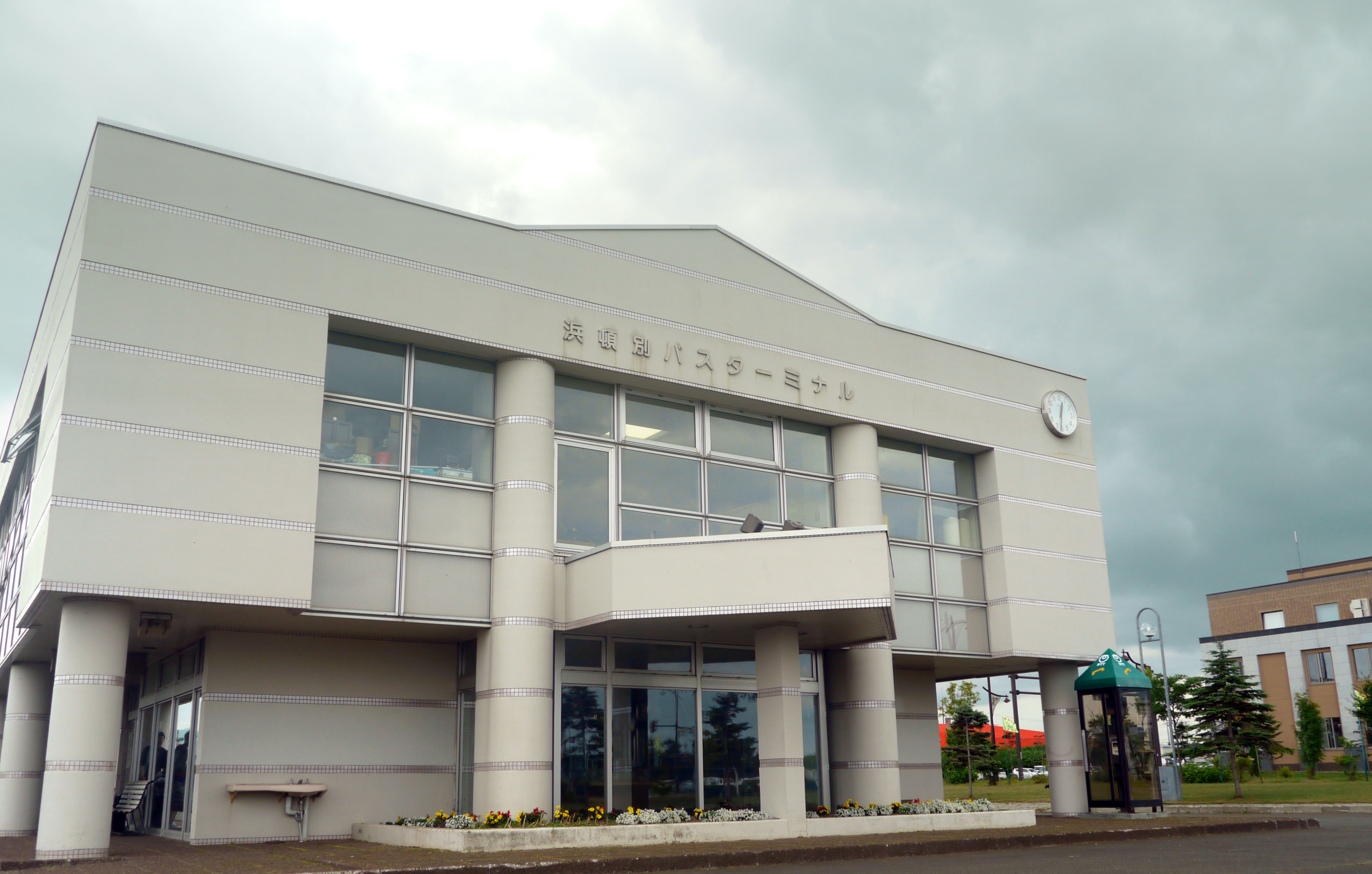
浜頓別バスターミナル
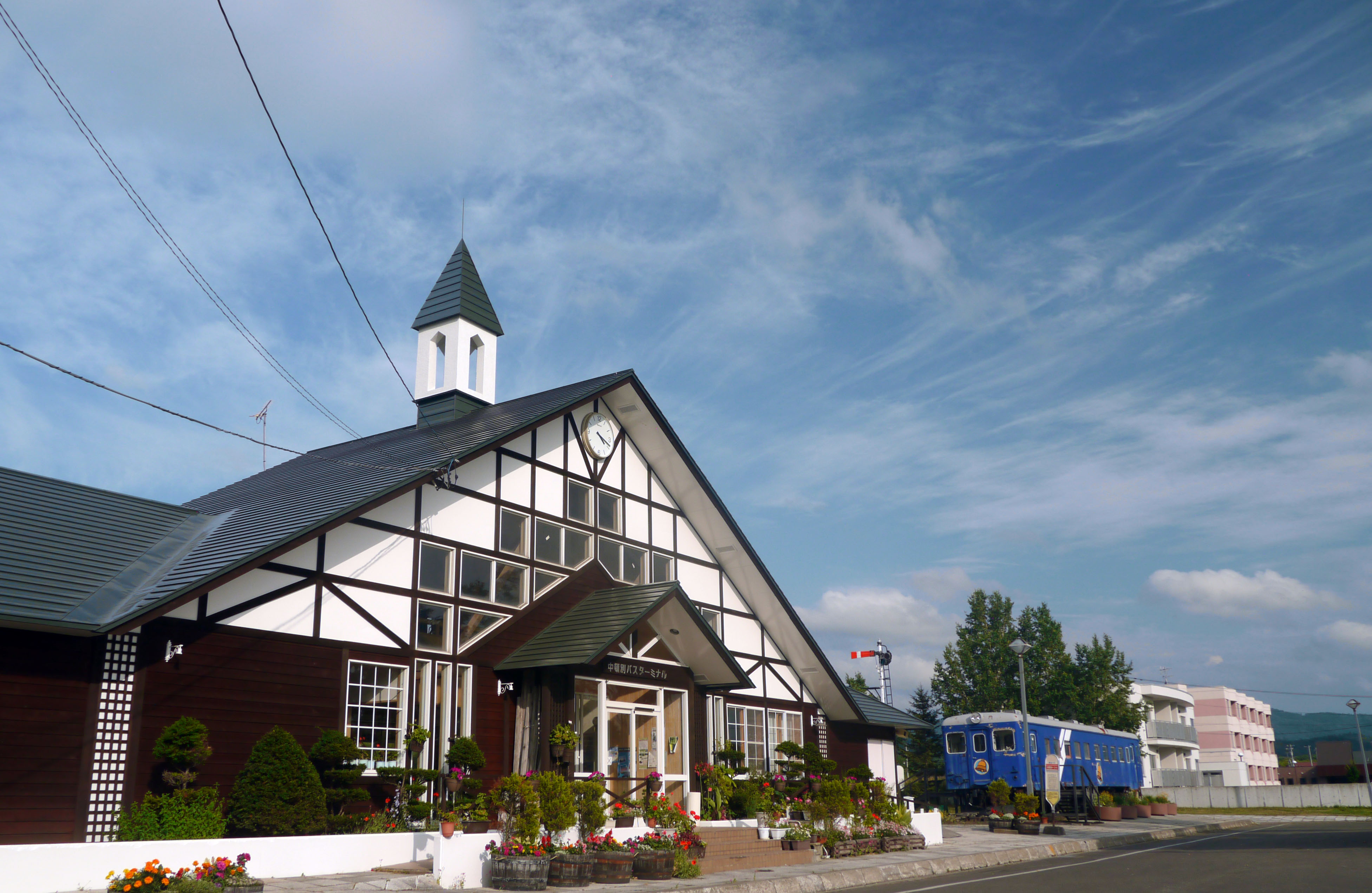
中頓別バスターミナル
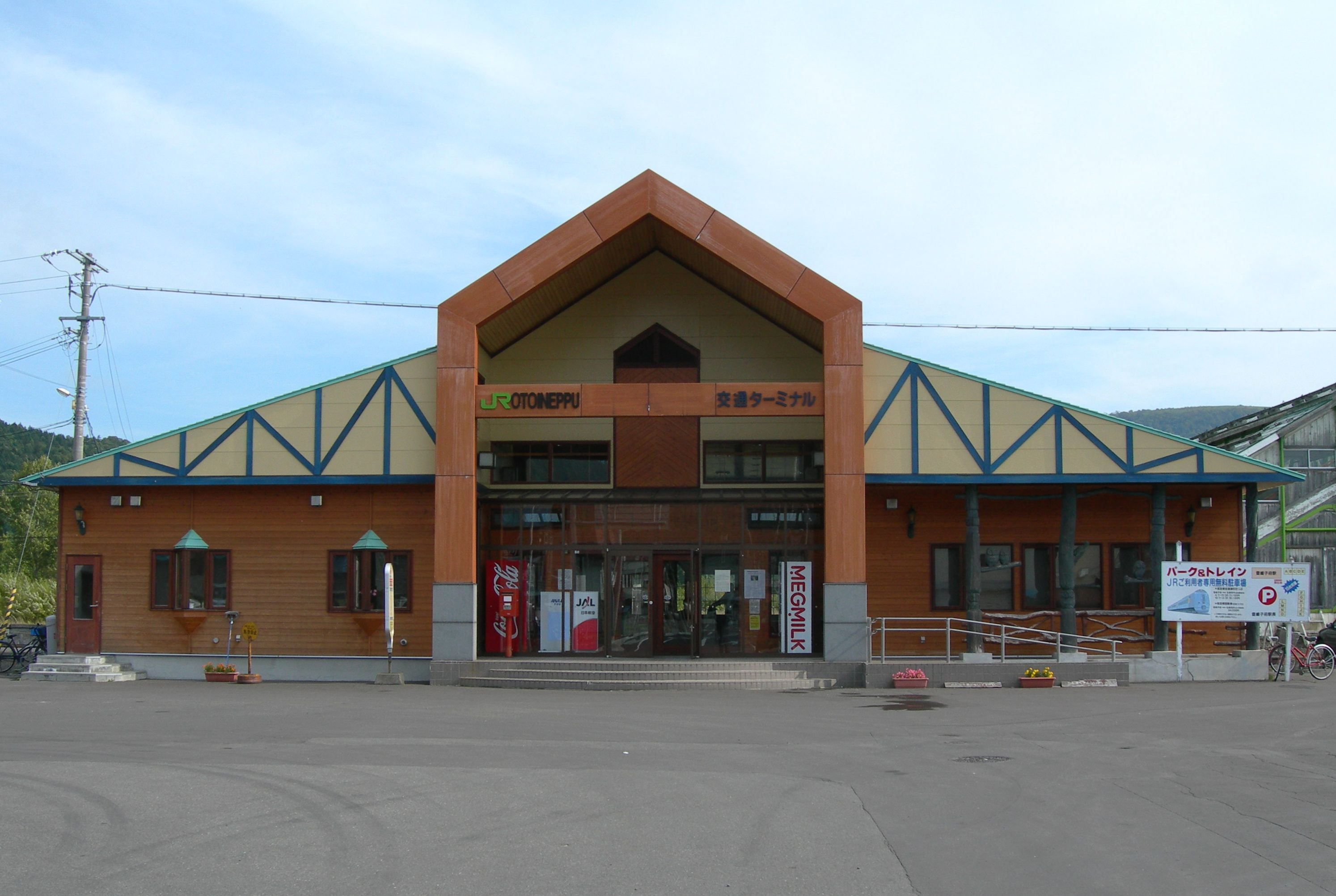
音威子府交通ターミナル

## 路線バス
路線バス車両は2017年（平成29年）3月31日現在で81台登録されている。
日本最北端の地として観光名所にもなっている宗谷岬にある天北宗谷岬線の宗谷岬停留所は、日本最北端のバス停で知られる。

### 稚内営業所

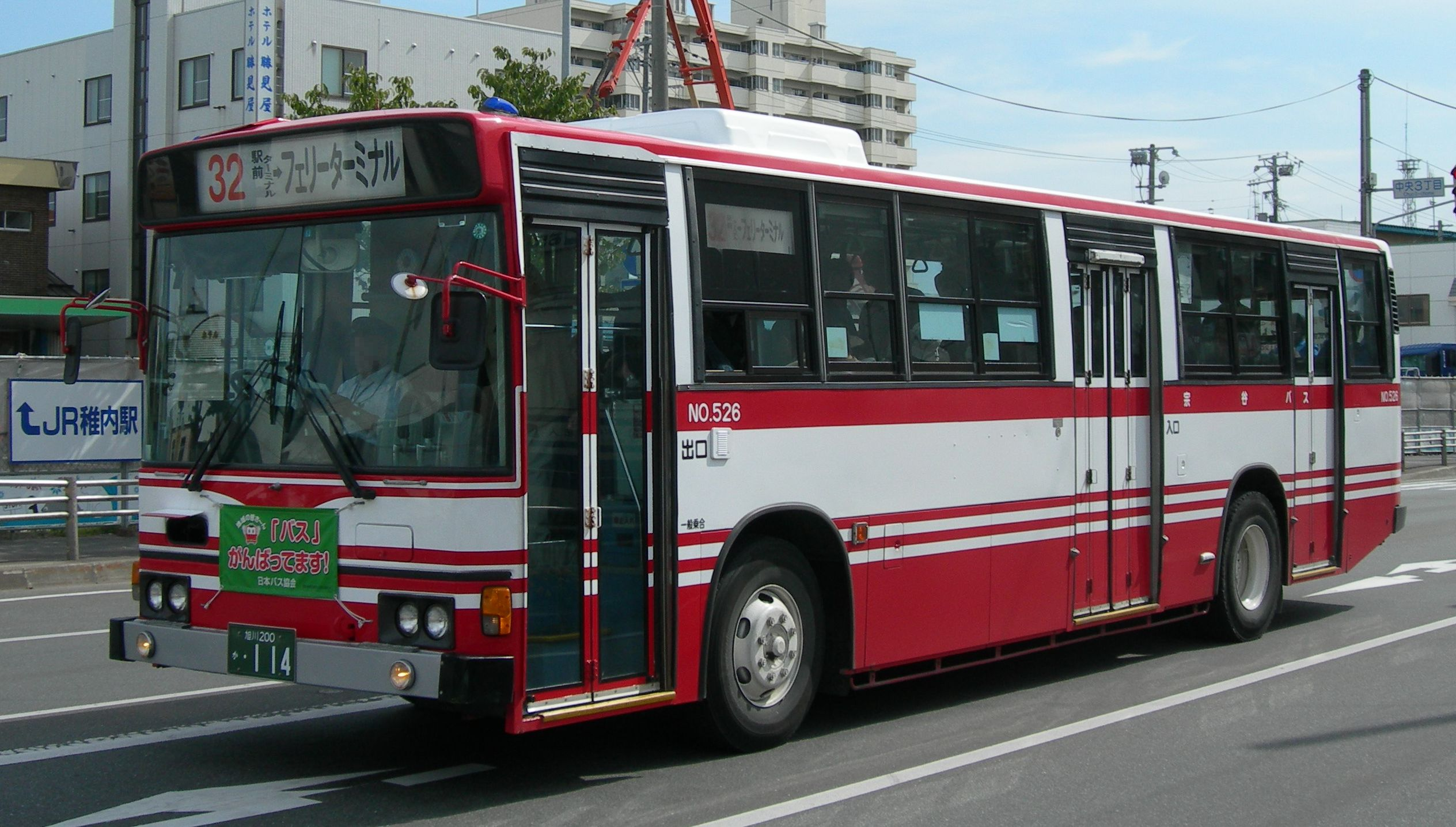
路線バス（526。廃車済）)

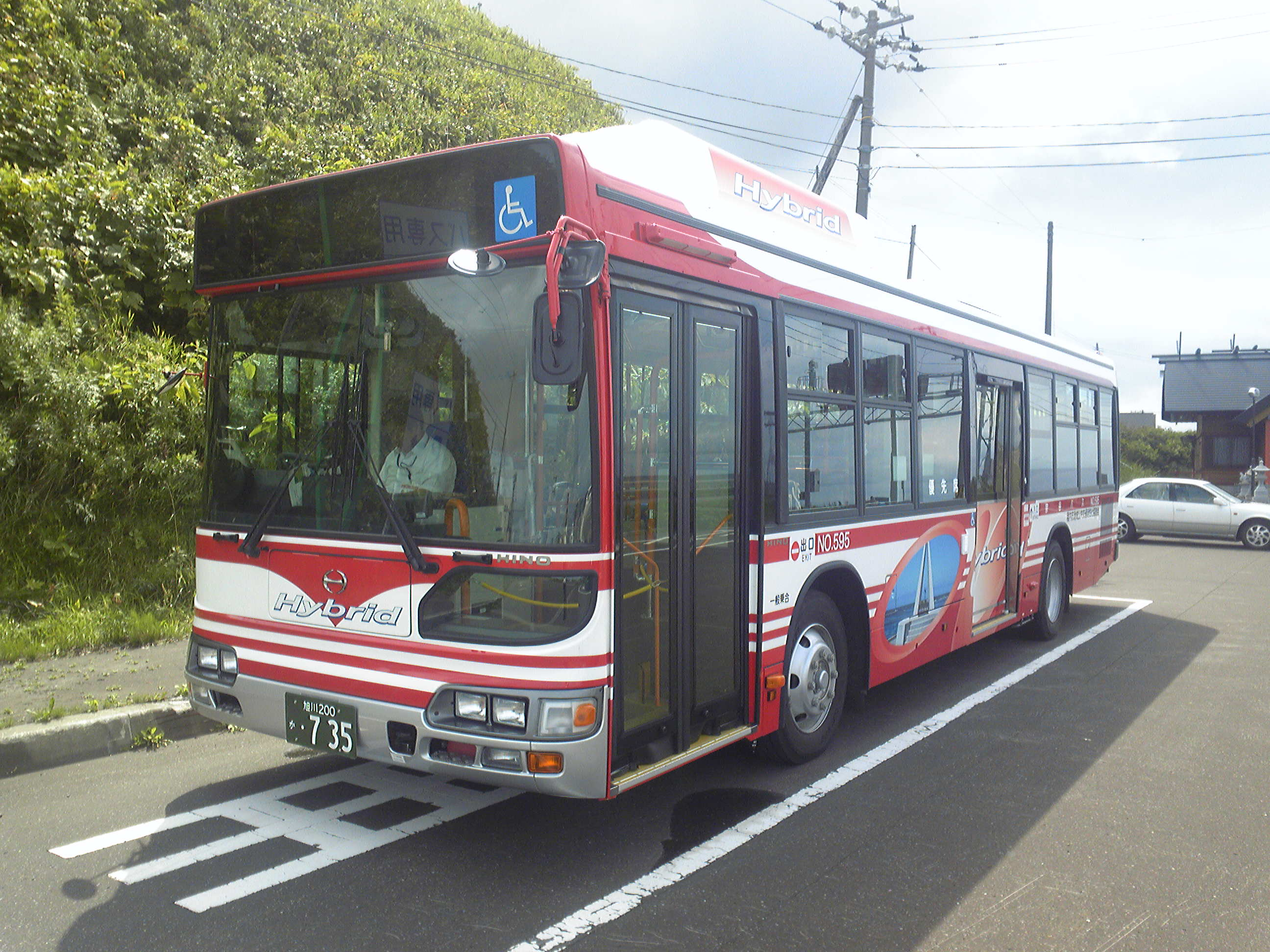
ハイブリッドノンステップバス（595）

市内線
1：潮見5丁目 - 南駅前 - 港3丁目 - 稚内駅前ターミナル - 稚内中学校前 - ノシャップ
稚内市中心部を縦断する基幹的路線。1970 - 80年代の最盛期には昼間時6分間隔という、地方の小都市では異例の超高頻度運行が行われていた。その後運転本数は漸減し、現在は他系統と合わせて昼間は平日17分間隔・休日20分間隔の運行（後述のように、駅前ターミナル－ノシャップ間は間引きされる時間帯もある）となったものの、都市規模に比しての高頻度運行は依然として維持されている。
2（富岡線直通）：ノシャップ - 稚内駅前ターミナル - 南駅前 - 潮見5丁目 - 富岡5丁目 - 潮見5丁目
17：潮見5丁目 - 南駅前 - 港3丁目 - 稚内駅前ターミナル
22（富岡線直通）：稚内駅前ターミナル - 南駅前 - 潮見5丁目 - 富岡5丁目 - 潮見5丁目
※17・22系統は、2021年4月3日改正より登場した路線。駅前ターミナル以北は乗客数が少ないことから、ノシャップ方面には行かない市内線が新設された。

富岡線
3：稚内駅前ターミナル - 南駅前 - 栄3丁目 - 富岡5丁目 - 潮見5丁目
5：稚内駅前ターミナル - 南駅前 - 禎心会病院 - 栄3丁目 - 富岡5丁目 - 大学前（育英館大学 ） - 朝日6丁目 - 潮見5丁目
※稚内郵便局前 - 港1丁目間は市内線経由
緑町線
6：(1) 稚内駅前ターミナル - 南駅前 - 緑6丁目
23：(5) 緑6丁目 - 潮見5丁目
25：(4) 緑6丁目 - 末広3丁目 - 潮見5丁目
緑・こまどり循環
18：南駅前 - 緑5丁目28 - こまどり4丁目 - 南駅前
20・21：南駅前 - 緑5丁目28 - 禎心会病院 - 栄1丁目 - 南駅前
20は緑5丁目28先回り、21は栄1丁目先回り。
声問線（市内線直通）
11・12：ノシャップ - 稚内駅前ターミナル - 南駅前 - 潮見5丁目 - 声問 - 養護学校（ - ふれあい公園） - 潮見5丁目 - 南駅前 - 稚内駅前ターミナル - ノシャップ
朝夕の一部便は、ふれあい公園を経由しない。ノシャップ→声問は系統番号12番、声問→ノシャップは系統番号が11番となる。
富士見線（市内線直通）
13：潮見5丁目 - 南駅前 - 稚内駅前ターミナル - ノシャップ - 富士見5丁目
坂の下線（市内線直通）
30・31：潮見5丁目 - 南駅前 - 稚内駅前ターミナル - ノシャップ - 富士見5丁目 - 坂の下 - 緑6丁目 - 南駅前 - 稚内駅前ターミナル
30は潮見5丁目始発ノシャップ先回り、31は駅前ターミナル始発緑6丁目先回り。

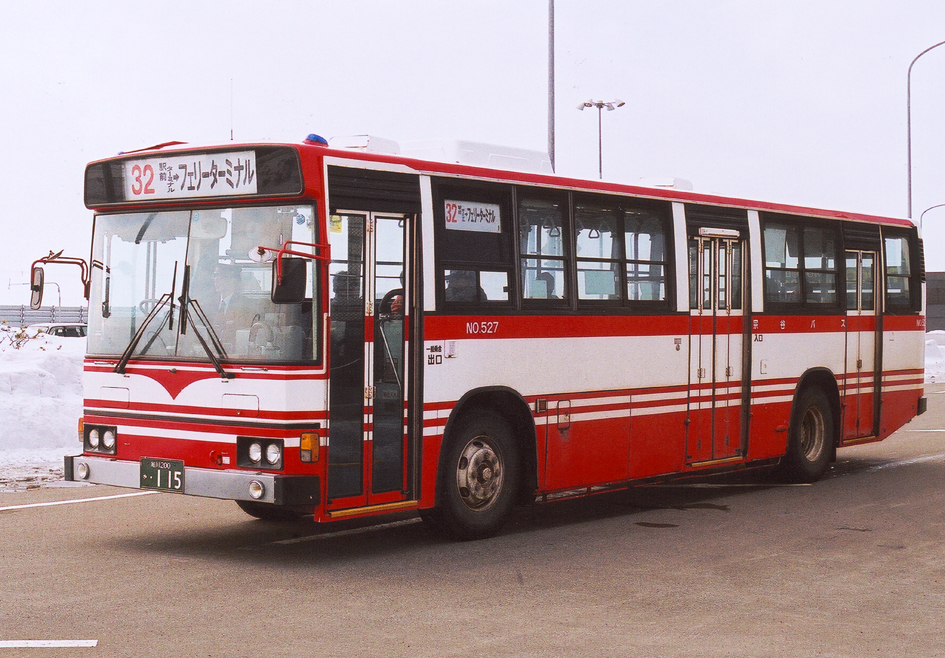
稚内空港を出発する空港線（527。廃車済）

空港線
32：フェリーターミナル・稚内駅前ターミナル・南駅前 - 空港ターミナル
航空便に接続運行。
学生対策便（系統番号41・43）
ノシャップ → 恵比須 → 宝来 → （ノンストップ運転） → 栄2丁目 → 大谷高校前
緑 → こまどり →（ノンストップ運転） → 栄2丁目 → 大谷高校前
行先には「スクール専用」と表示され、一般客は乗車できない。学休日運休。

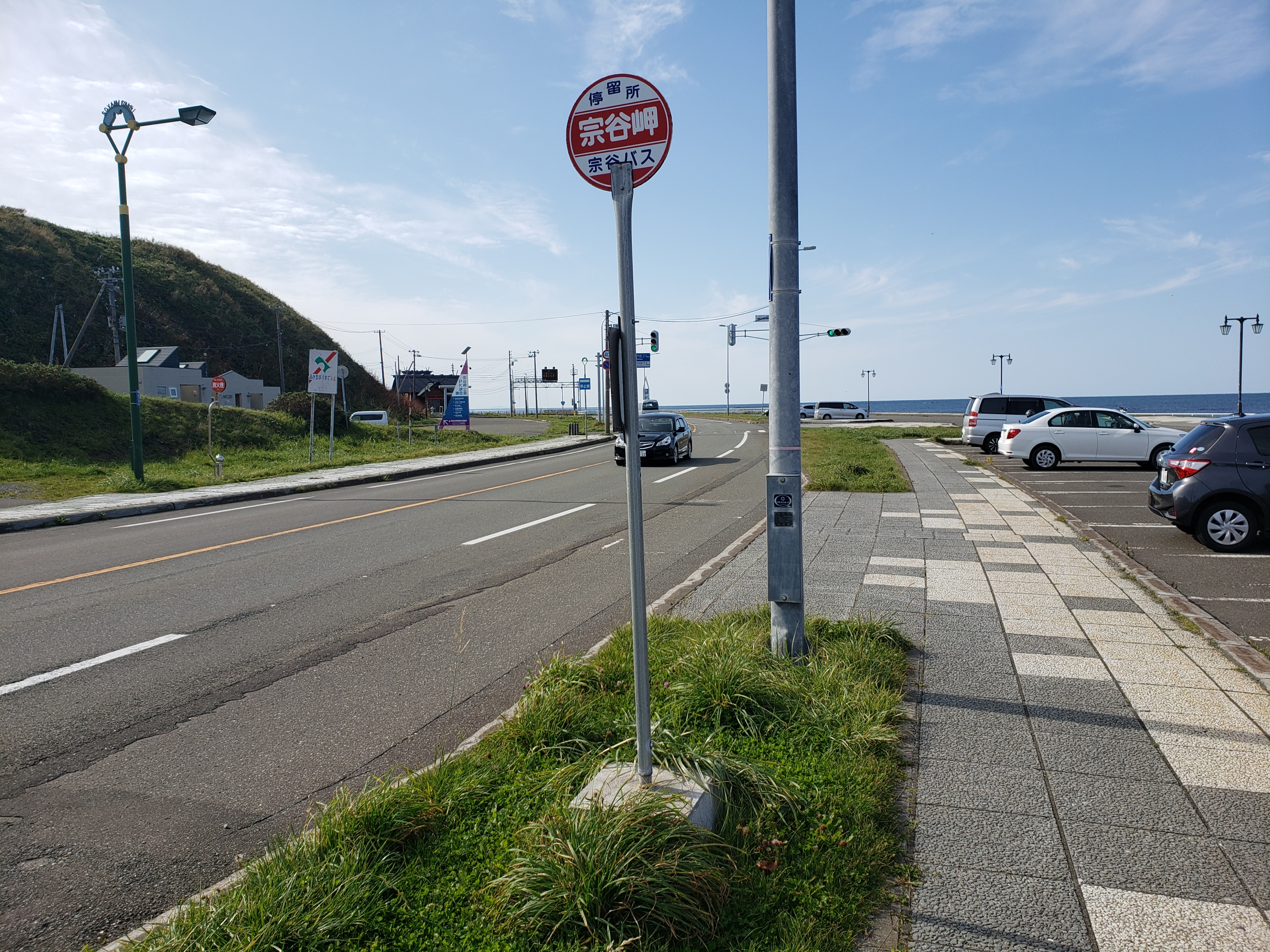
宗谷岬バス停（日本最北のバス停）

天北宗谷岬線（JR北海道天北線代替）
稚内駅前ターミナル - 宗谷岬 - 鬼志別 - 浜頓別高校
- 詳細は、天北宗谷岬線を参照のこと。

### 礼文営業所
礼文線
香深フェリーターミナル - 香深 - 高校前 - 高山 - 空港下 - 船泊本町 - （船泊）病院前 - スコトン
知床線
（香深）病院前 - 香深フェリーターミナル - 差閉 - 知床
元地線
香深フェリーターミナル - 桃岩登山口 - 元地
6月から8月までは礼文島観光協会が運行主体となる「観光地シャトルバス」が各路線と同経路で1往復設定され、路線バスと同様に利用可能。礼文線のシャトルバスは高山植物園を経由する。

### 利尻営業所
利尻線
（ホテル利尻 - ）沓形 - （沓形フェリーターミナル - ）栄浜 - （空港 - ）本泊 - （温泉 - ）鴛泊フェリーターミナル - 旭浜 - 鬼脇 - 仙法志 - 高校 - 沓形
沓形バスターミナル（利尻営業所）を基点としたAコース（本泊先回り=時計回り）・Bコース（仙法志先回り=反時計回り）の一周便が基本。沓形 - 本泊 - 鴛泊フェリーターミナル間には区間便、航空便に接続する空港便も設定される。括弧内は一部便が経由する。

### 枝幸営業所
浜頓別線（国鉄興浜北線代替）
枝幸国保病院 - 枝幸ターミナル - 千畳岩入口  - 目梨泊 - 神威岬公園 - 豊牛 - 頓別 - 浜頓別ターミナル
2010年（平成22年）4月1日より枝幸国保病院 - 枝幸ターミナル間路線延長。
音標・雄武線
枝幸ターミナル - 樋口前 - 道の駅（マリーンアイランド岡島） - 枝幸南中学校 - 音標 - 郡界 - 幌内 - 雄武（道の駅おうむ） - 雄武国保病院
一部便は三笠線と直通。

### 都市間バス

#### 特急わっかない号
札幌線
稚内フェリーターミナル・稚内駅前ターミナル - 大通バスセンター/札幌駅前（北都交通と共同運行）
旭川線
稚内駅前ターミナル・豊富 - 旭川駅前（2010年4月1日より休止中）
- 予約指定制。旭川は道北バスで受け付けるほか、利尻島・礼文島のハートランドフェリー営業所でも受け付ける。

1981年（昭和56年）に札幌線運行開始。当初は会員制貸切バス（いわゆるツアーバス）として運行。北海道内のバスで初めてトイレ付き車両を導入した路線である。1983年（昭和58年）5月1日より旭川線の運行を開始した。
札幌線は当初札幌東急ホテルに発着していたが、札幌駅前ターミナル、センチュリーロイヤルホテルへの変更を経て現在は大通バスセンター発・札幌駅前着で運行される。当初は銀嶺バス運行便とは競合していたが、バス路線新規参入自由化や、JRの「宗谷」などの特急化に対する競争力強化のため2001年（平成13年）7月20日より共同運行を開始した。2013年（平成25年）10月2日より、銀嶺バスのバス事業の譲渡により、北都交通との共同運行に変更。共同運行開始後も愛称名は宗谷バスは「特急わっかない号」、銀嶺バス・北都交通は「特急はまなす号」と別々であったが、2022年（令和4年）1月現在「特急わっかない号」に統一されている。
2023年6月1日より、インターネット予約「発車オ〜ライネット」での予約が可能となり、自由席制から指定席制へと変更された他、2023年10月1日より運賃の値上げを実施。回数券の販売も2023年9月30日をもって終了し、既存の回数券の有効期限は2024年9月30日までと設定された。回数券廃止に伴い、インターネットで予約すると割引になる「ネット割」が新たに新設された。
行程の内札幌留萌間は、昼行便・夜行便共に道央自動車道と深川留萌自動車道を通行する。また夜行便は運行両社で運行管理委託を行っており、稚内 - 小平間は宗谷バスが、札幌 - 小平間を北都交通が担当する。道の駅おびら鰊番屋で上り便と下り便が合流し、双方の乗務員が車両を交換して基点に戻る。
旭川線は銀嶺バス（傘下の道北観光バスを含む）と競合運行であった。銀嶺バスは宗谷バスとは逆に旭川を午前・稚内を午後に出発する便を設定していたが、季節運行化を経て1997年（平成9年）夏期の運行をもって廃止となった。宗谷バスは豊富、名寄、士別に停留所増設を行うなど運行を継続していたが、乗客が減少傾向であることなどから2010年（平成22年）3月31日の運行をもって休止されている。

#### 特急えさし号

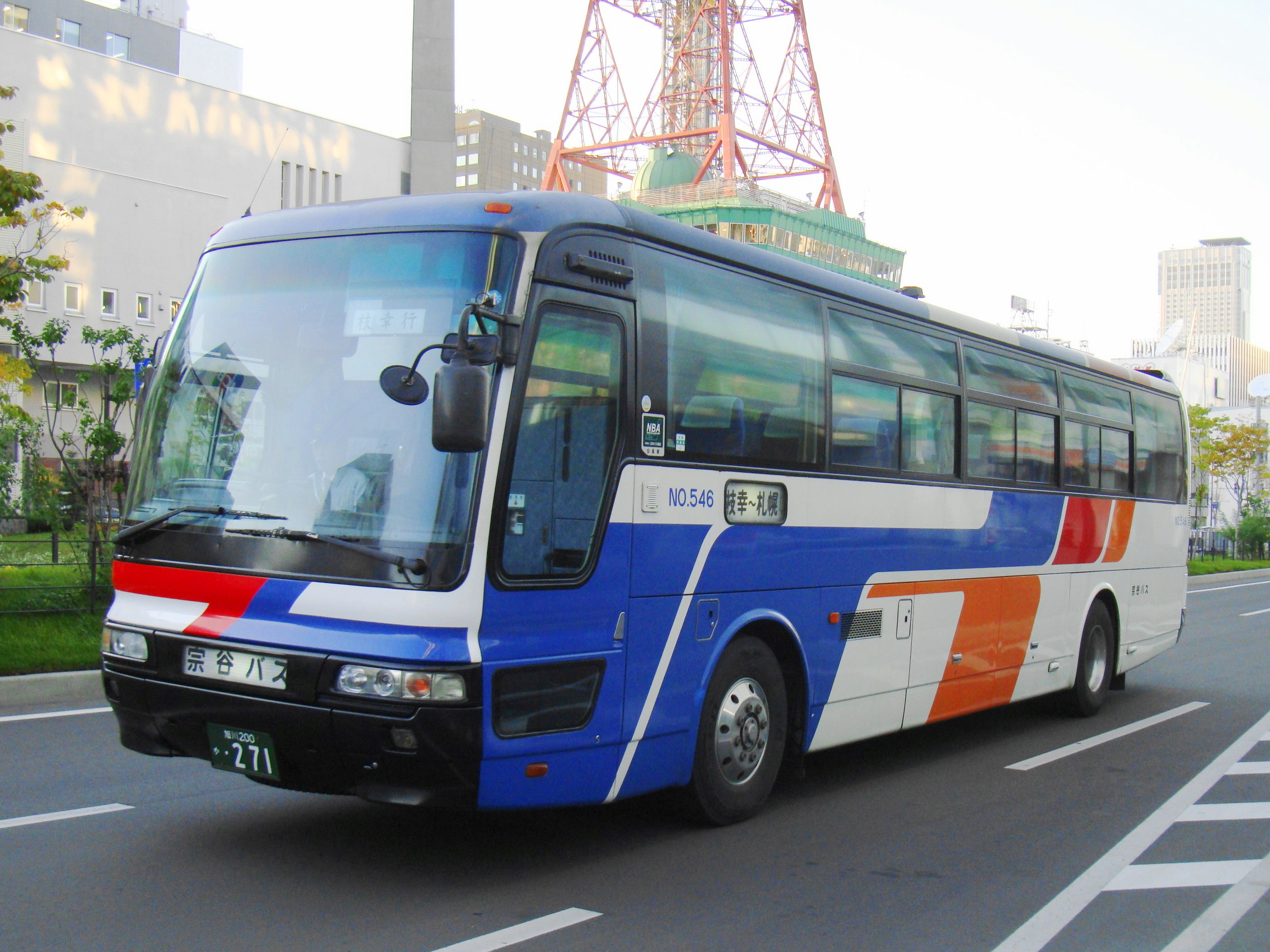
特急えさし号札幌線 (546)

札幌線
枝幸 - 歌登 - 小頓別 - 音威子府 - 美深 - 大通バスセンター/札幌駅前
旭川線
枝幸 - 歌登 - 小頓別 - 音威子府 - 名寄駅前・士別大通6丁目・旭川駅前（道北バスと共同運行）
- 予約制。札幌は北都交通で受け付ける。札幌線札幌行は音威子府にて特急天北号旭川行と乗り換えができ[16]、この場合も直通運賃が適用される。

旭川線は1985年（昭和60年）9月20日に単独で運行開始。1992年（平成4年）4月1日より道北バスが運行に加わっている。2002年（平成14年）6月1日には宗谷バス運行便を本幌別経由名寄発着に変更し旭川線は道北バス便1往復の運行に変更されたが、2004年（平成16年）4月1日に本幌別経由を廃止し小頓別経由旭川発着に戻されている。
札幌線は2002年（平成14年）6月1日に運行開始。同年6月22日に旧歌登町と旧枝幸町からの補助を受けて3列独立シート車を導入している。当初は名寄・士別に停車していたが、高速道路・自動車専用道路の延伸に伴い2004年（平成16年）5月1日より直行運行に変更された。
枝幸 - 音威子府間はかつて運行していた音威子府線の代替となっているので乗降制限なく利用が可能。
2024年（令和6年）4月1日より、旭川線の道北バス担当便が当面の間運休中。

#### 特急天北号
鬼志別 - 浜頓別 - 中頓別 - 小頓別 - 音威子府 - 名寄駅前・士別大通6丁目・旭川駅前

### 定期観光バス

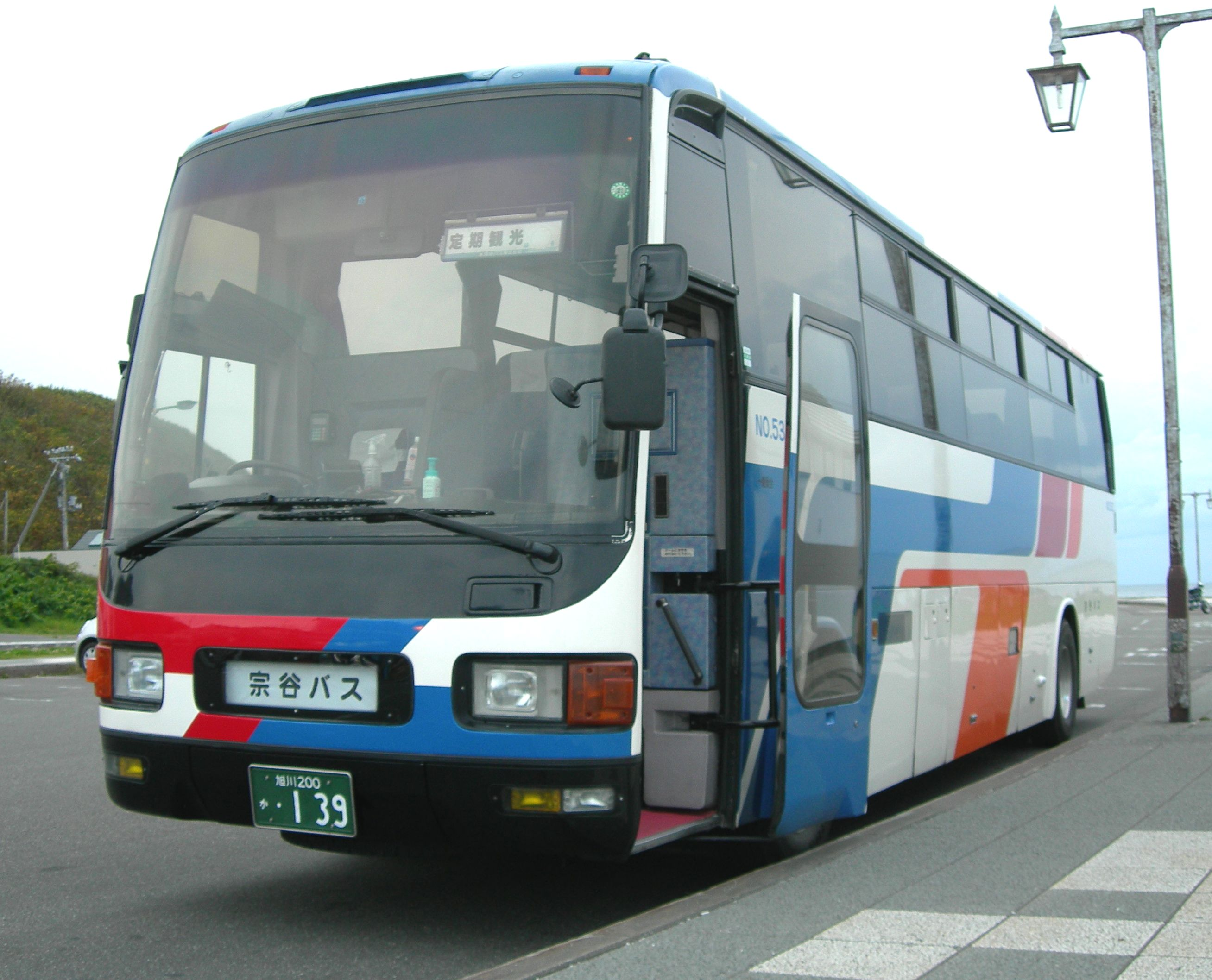
定期観光バス (532)

定期観光バスは稚内発着・利尻発着・礼文発着各2コース、運行期間は5月3日～5月6日・5月21日～9月30日まで。
冬期に北紋バスと共同で稚内 - 紋別間「ポールスター号」を運行していたが、2006年（平成18年）度以降は運行されていない。

### 主な休廃止系統
声問線
7：稚内駅前ターミナル - 南駅前 - 潮見5丁目 - 声問（自動車学校）
路線変更に伴い廃止。現在は系統番号11・12に引き継がれている。
こまどり病院線
8：南駅前 - 大黒4丁目 - こまどり病院
天北宗谷岬線（一部区間）・大岬線・（旧）曲渕線
10：稚内駅前ターミナル - 潮見5丁目 - 声問 - 富磯 - 宗谷岬 - 大岬小学校前
17：稚内駅前ターミナル - 潮見5丁目 - 声問 - 増幌 - 上声問 - 沼川 - 曲渕
浜頓別高校 - 中頓別ターミナル - 音威子府
サラキトマナイ線
22：潮見5丁目 - 上勇知
稚内市が運行主体の乗合タクシーが運行される。
波止場線
33：稚内駅 - フェリーターミナル
2006年（平成18年）3月18日廃止
学生対策便
35：潮見5丁目 - 富岡5丁目 - 萩見3丁目 - 栄3丁目 - こまどり4丁目
2014年（平成26年）7月25日廃止（稚内大谷高等学校移転のため）
興部・西興部方面
興部 - 西興部
上興部 - 西興部 - 上藻 - 札久留 - 北見滝ノ上駅
雄武 - 興部
いずれも北紋バスへ譲渡。興部 - 西興部間と上興部 - 北見滝ノ上駅間の経緯については西興部村営バスを参照。
オホーツク急行線
稚内 - 宗谷岬 - 浜鬼志別 - 浜頓別 - 枝幸
冬期のみ運行の定期観光バス（稚内 - 枝幸 - 紋別）に変更されたが、2005年（平成17年）の運行を最後に設定されていない。
歌登線
（枝幸 - ）歌登 - 志美宇丹
歌登町営軌道廃線にほぼ沿う。歌登 - 志美宇丹間を旧歌登町へ譲渡。町営バスとして運行していたが後に廃止。
枝幸国保病院 - 枝幸ターミナル - 樋口前 - 下幌別 - 共栄 - 歌登ターミナル・歌登西町
2010年（平成22年）4月1日より枝幸国保病院 - 枝幸ターミナル間路線延長。2022年（令和3年）7月1日付で廃止され枝幸町コミュニティバス化。一部便の運行を宗谷バスが受託。
音威子府線
枝幸 - 歌登 - 小頓別/本幌別 - 音威子府
小頓別/本幌別までは歌登町営軌道廃線にほぼ沿う。2002年（平成14年）6月1日付で廃止され特急えさし号が代替となったが、本幌別経由・音威子府非経由便は2004年（平成16年）4月1日付で廃止され、現行の小頓別・音威子府経由に一本化されている。
三笠線
枝幸ターミナル - （ニュー幸林） - 高校前 - 枝幸国保病院 - 本町 - 枝幸ターミナル（ - ニュー幸林 - 枝幸ターミナル）
音標・雄武線と直通。括弧内は一部便が経由する。2022年（令和3年）7月1日付で廃止され枝幸町コミュニティバス化し、歌登線との直通となる。

## 貸切バス

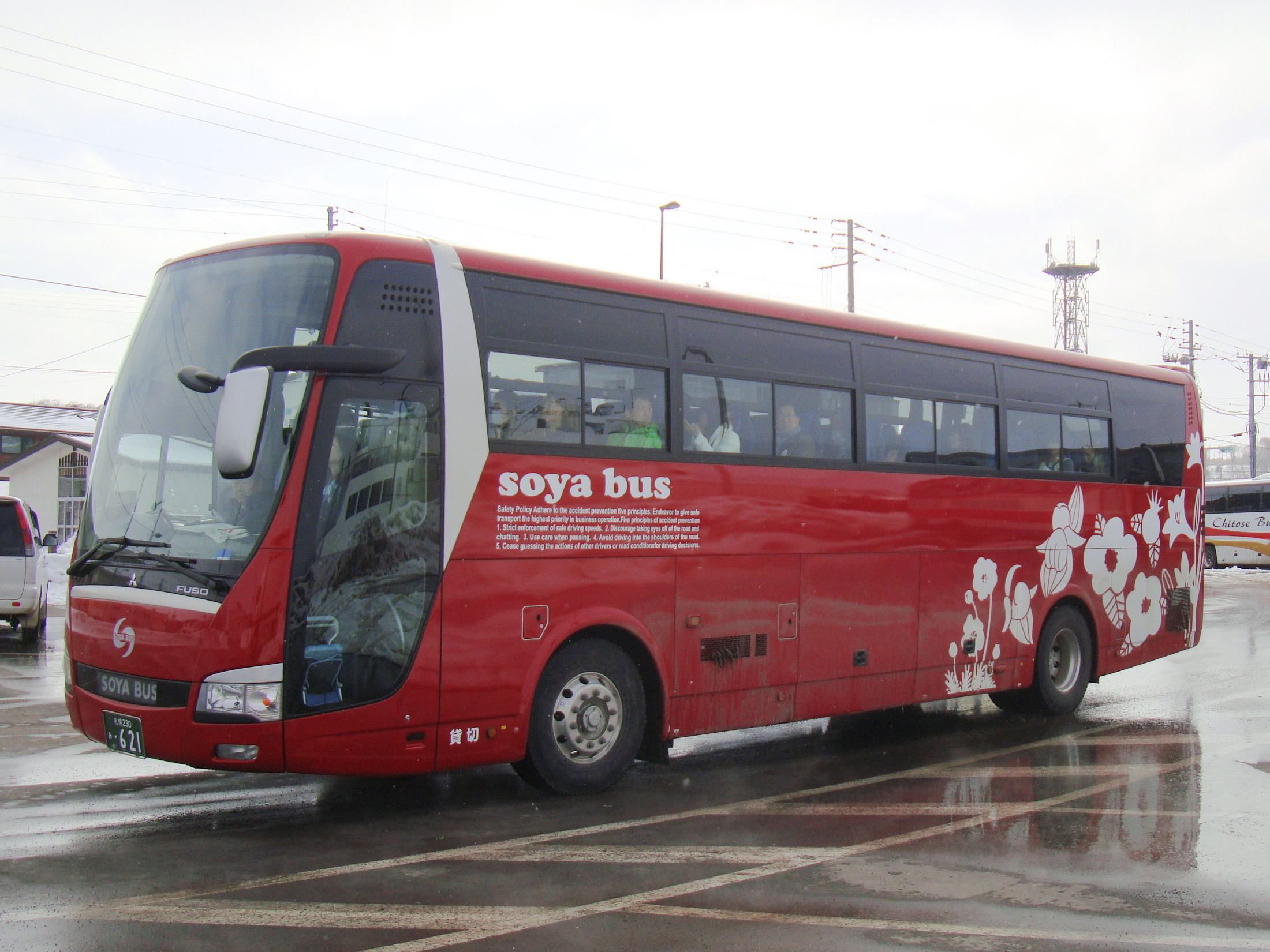
貸切バス (621)

貸切バス車両は57台保有。事業は通常は旭川運輸支局管内、札幌運輸支局管内、北見運輸支局管内のうち紋別市および紋別郡での発着が認められているが、貸切バス事業者安全性評価認定制度による優良事業者に限定した営業区域の弾力的な運用による特例で、2025年（令和7年）4月1日現在北海道全域となっている。

## 車両
一般路線車は日野製の車両が、高速車や貸切車は三菱製の車両が多く、利尻および礼文の定期観光バスには三菱ふそう・エアロキングが運用される。
路線車はほとんどが東急バスから移籍してきた車両であり、ノンステップバスは東急時代のカラーリングのまま、礼文営業所所属の元ワンロマ車2台は専用色への塗り替えを行い、さらに激寒地向け対応改造を施して使用されている。一方、白に赤ラインが入ったオリジナルカラーの車両も少数在籍しており、稚内市から購入補助を受けたハイブリッドバス・天北宗谷岬線ではオリジナル塗装の車両が運行されている。
高速・貸切車は、東急グループ離脱以降共通色であるマーキュリーカラーの数を減らしており、自社オリジナルカラーが増えてきている。

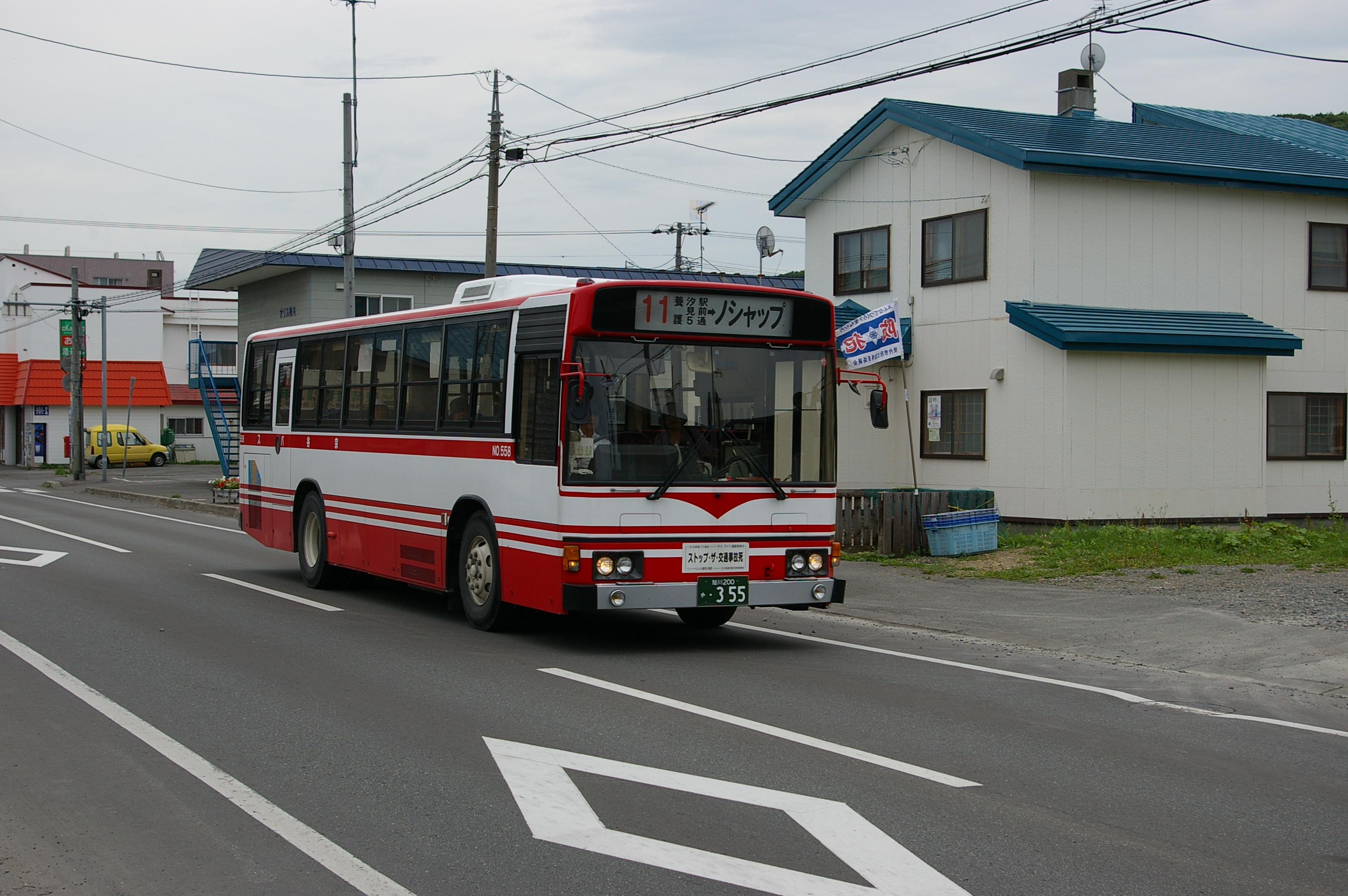
路線バス（558）。東急バスからの移籍
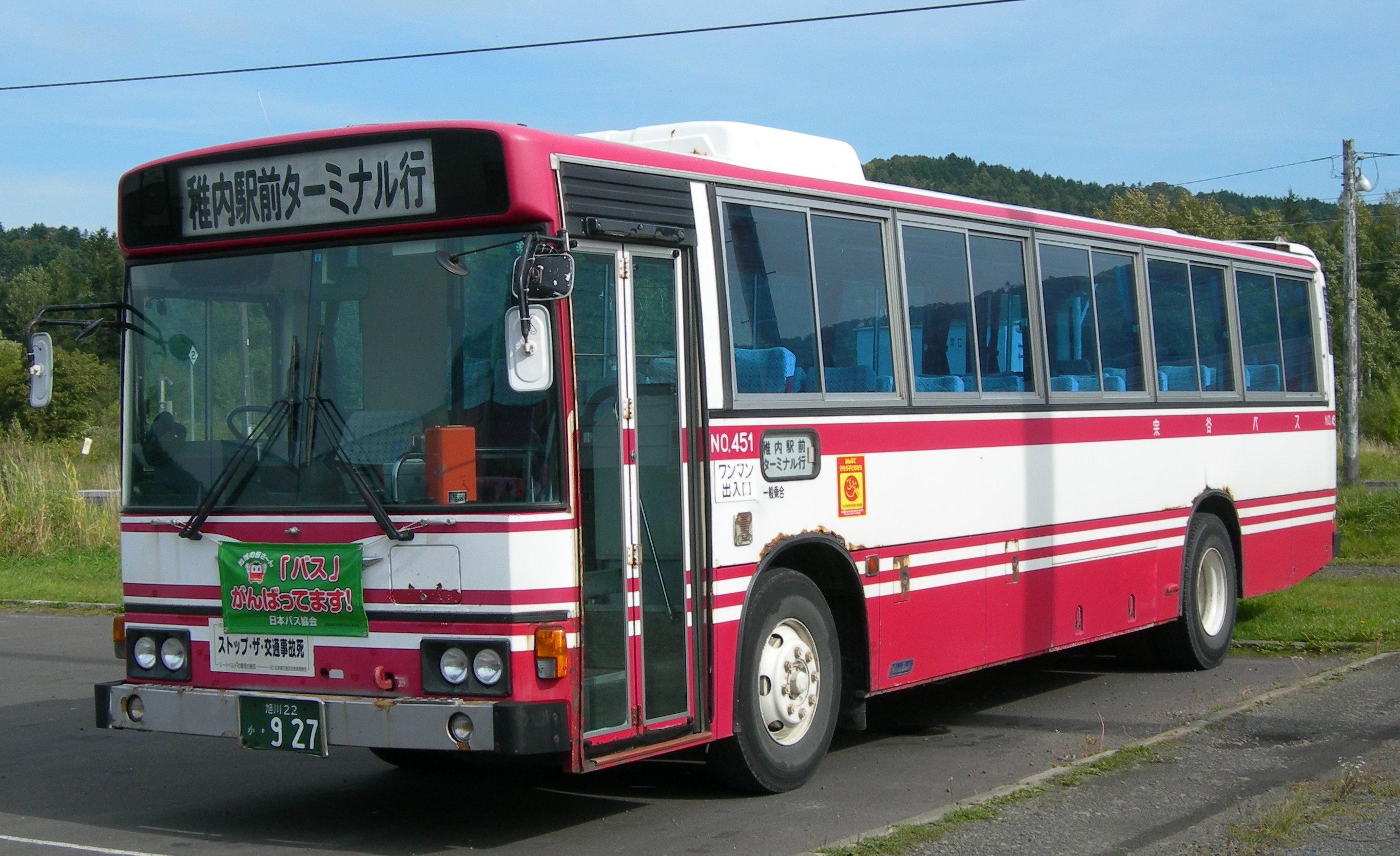
天北線車両（451）
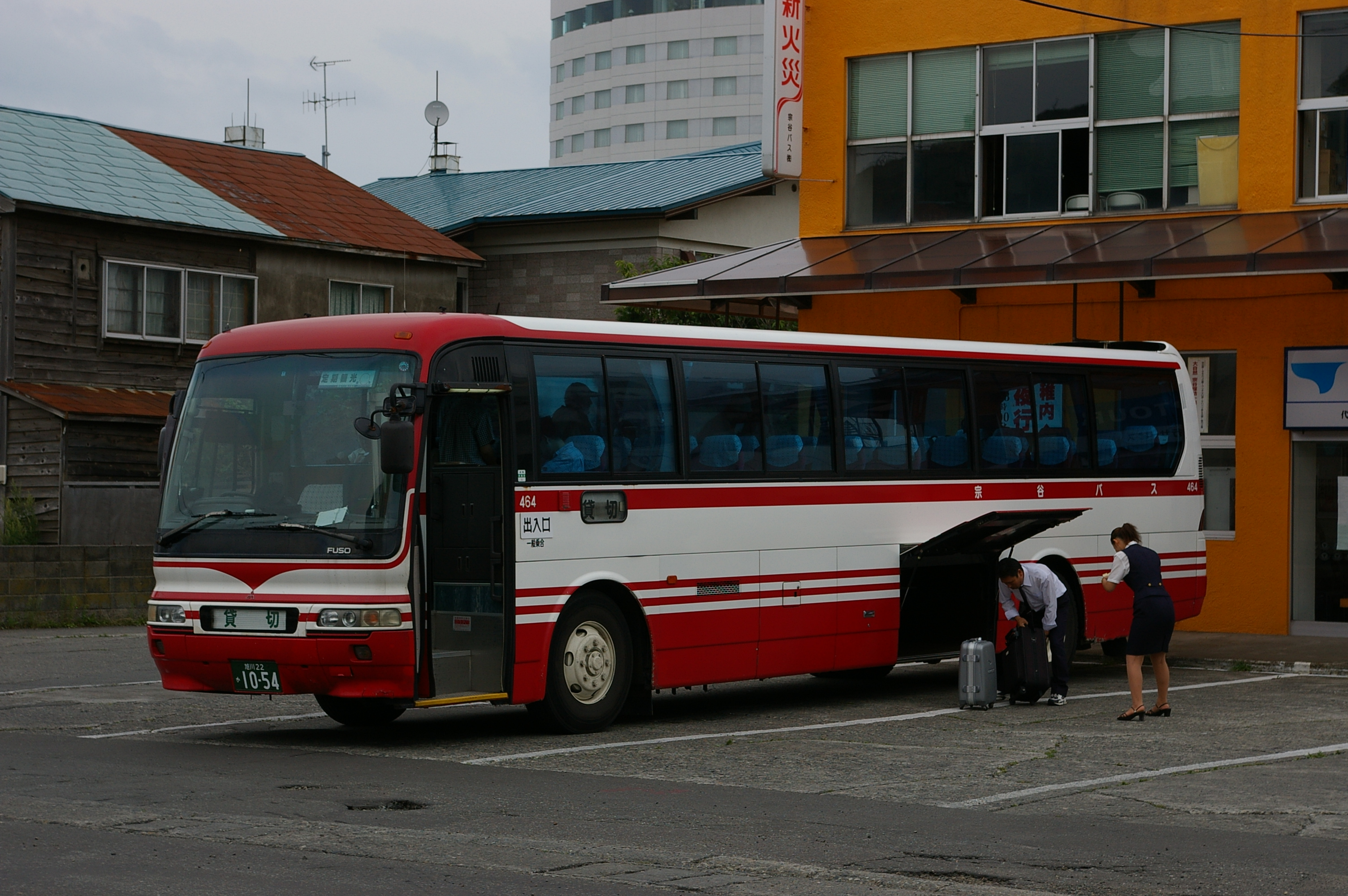
定期観光バス（464）
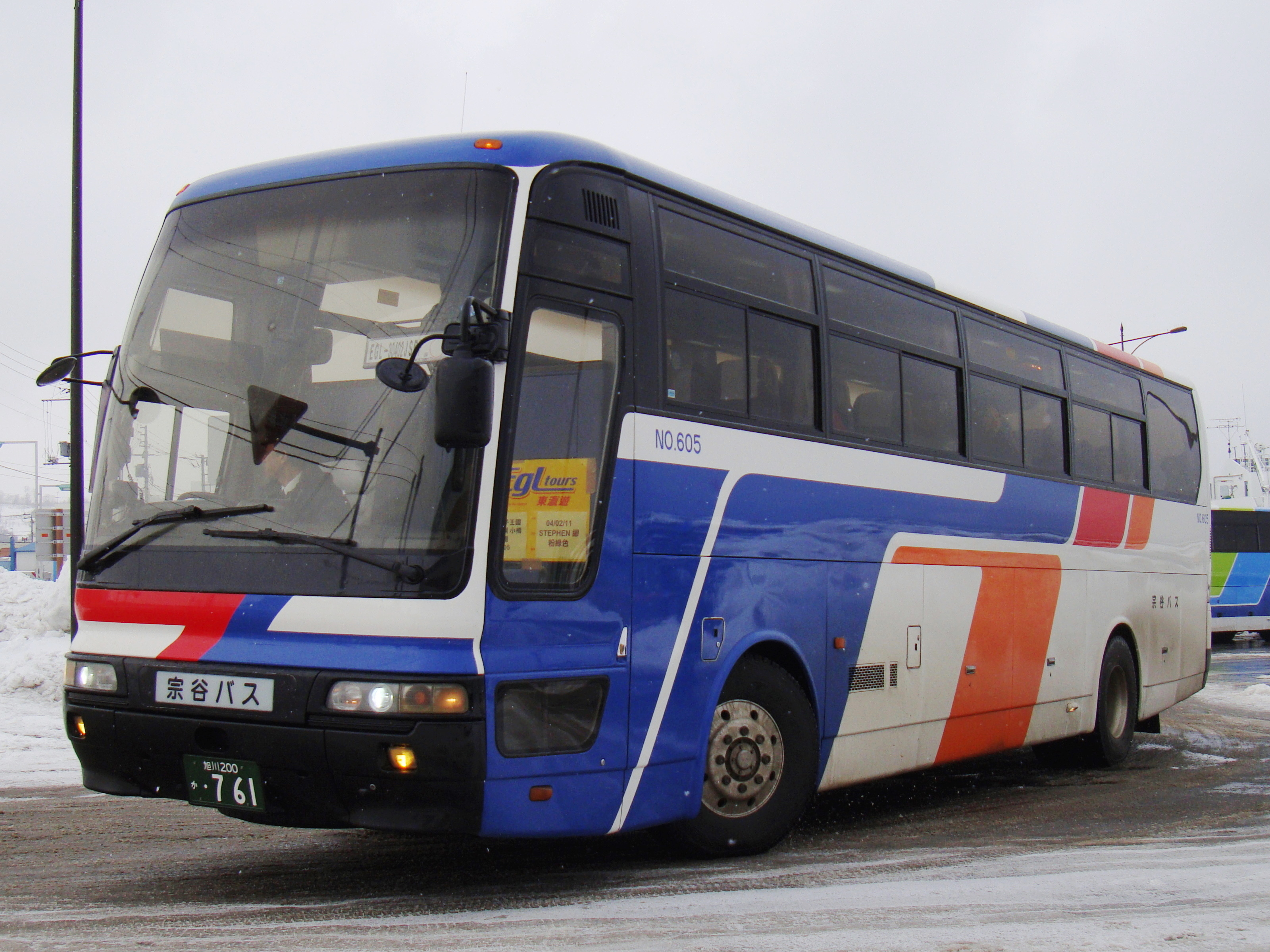
貸切バス（605）。マーキュリーカラー
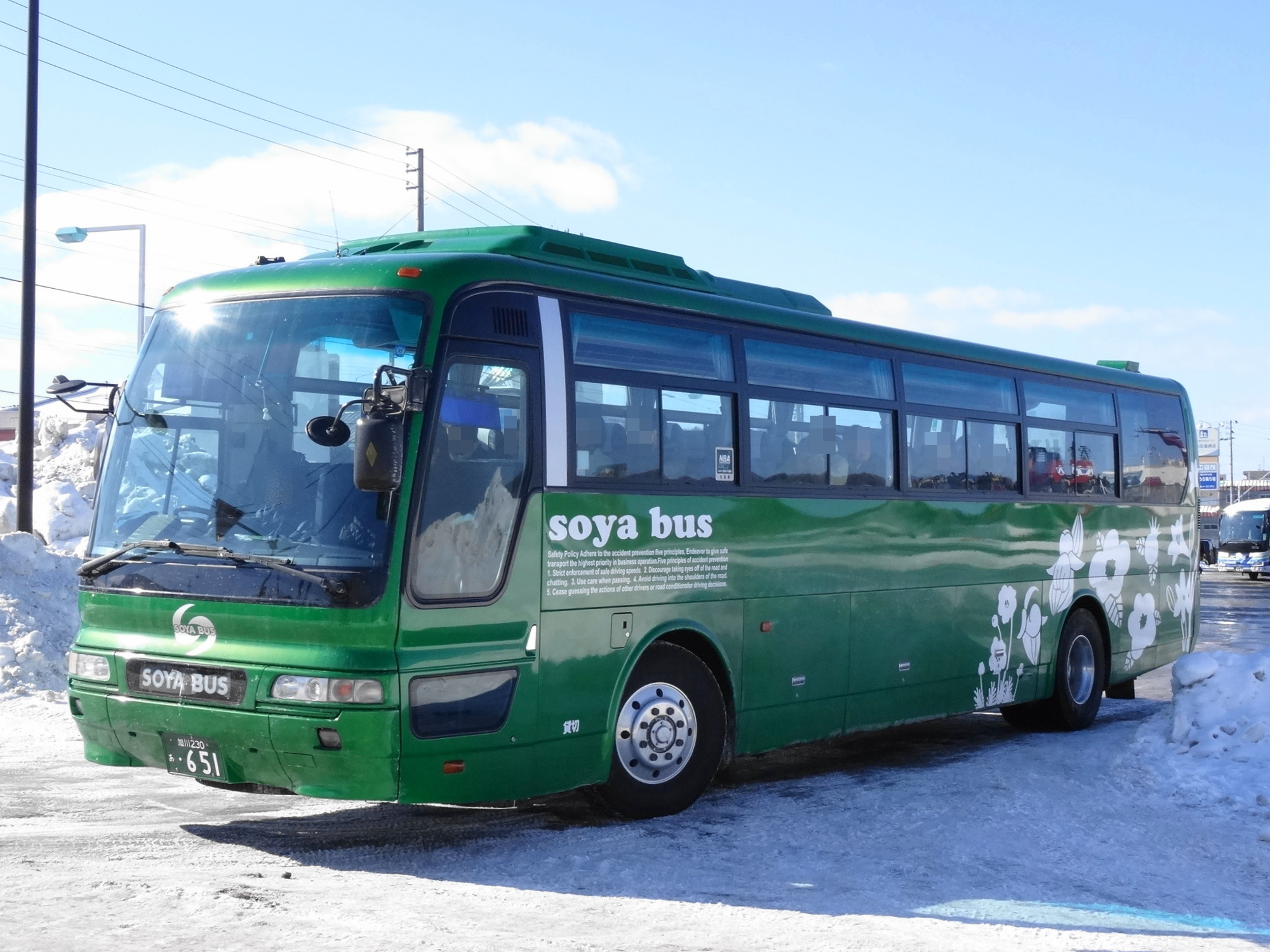
貸切バス 緑色（651）
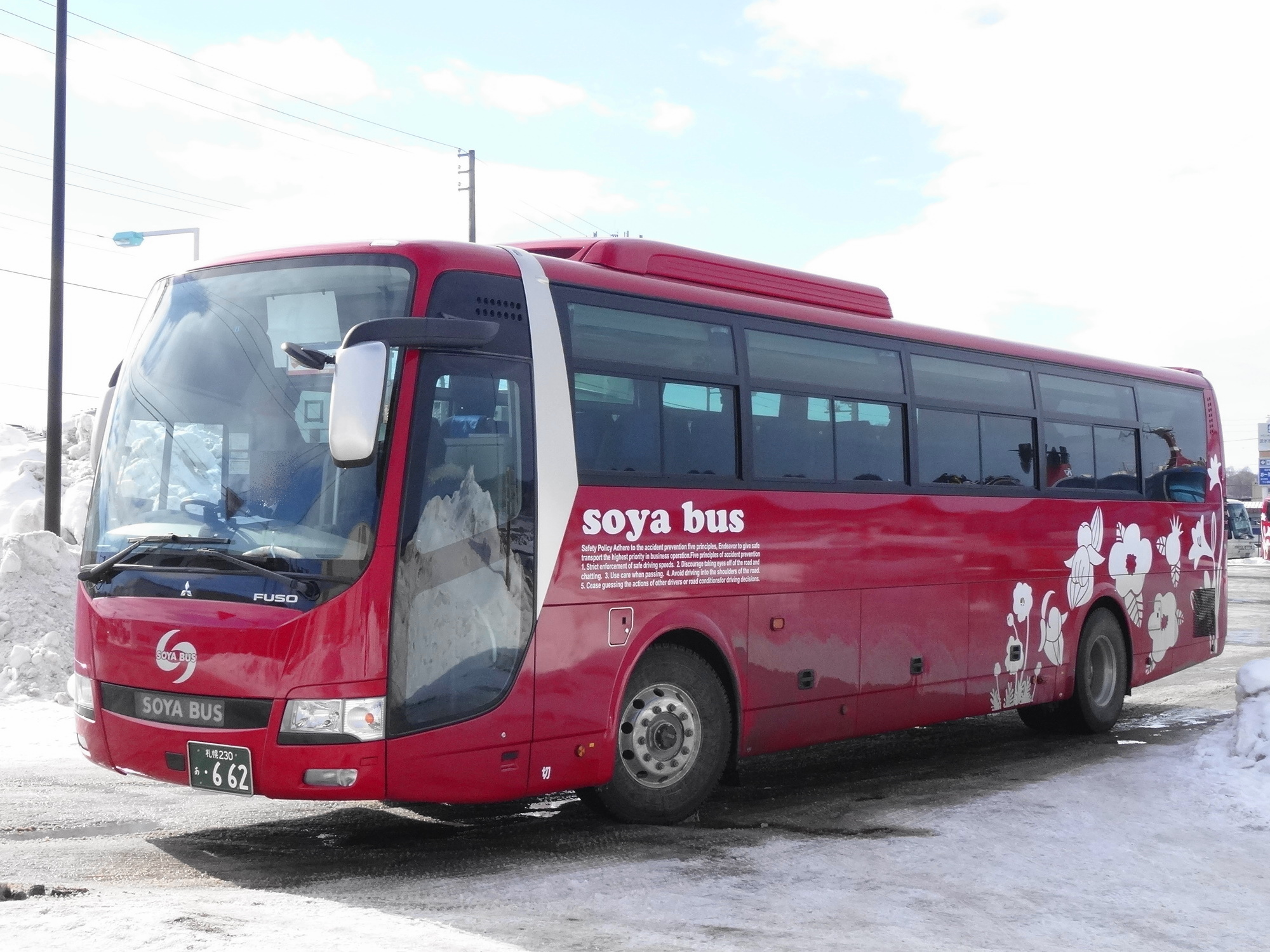
貸切バス（662）

## 車両・乗務員の借り受け、貸し出し

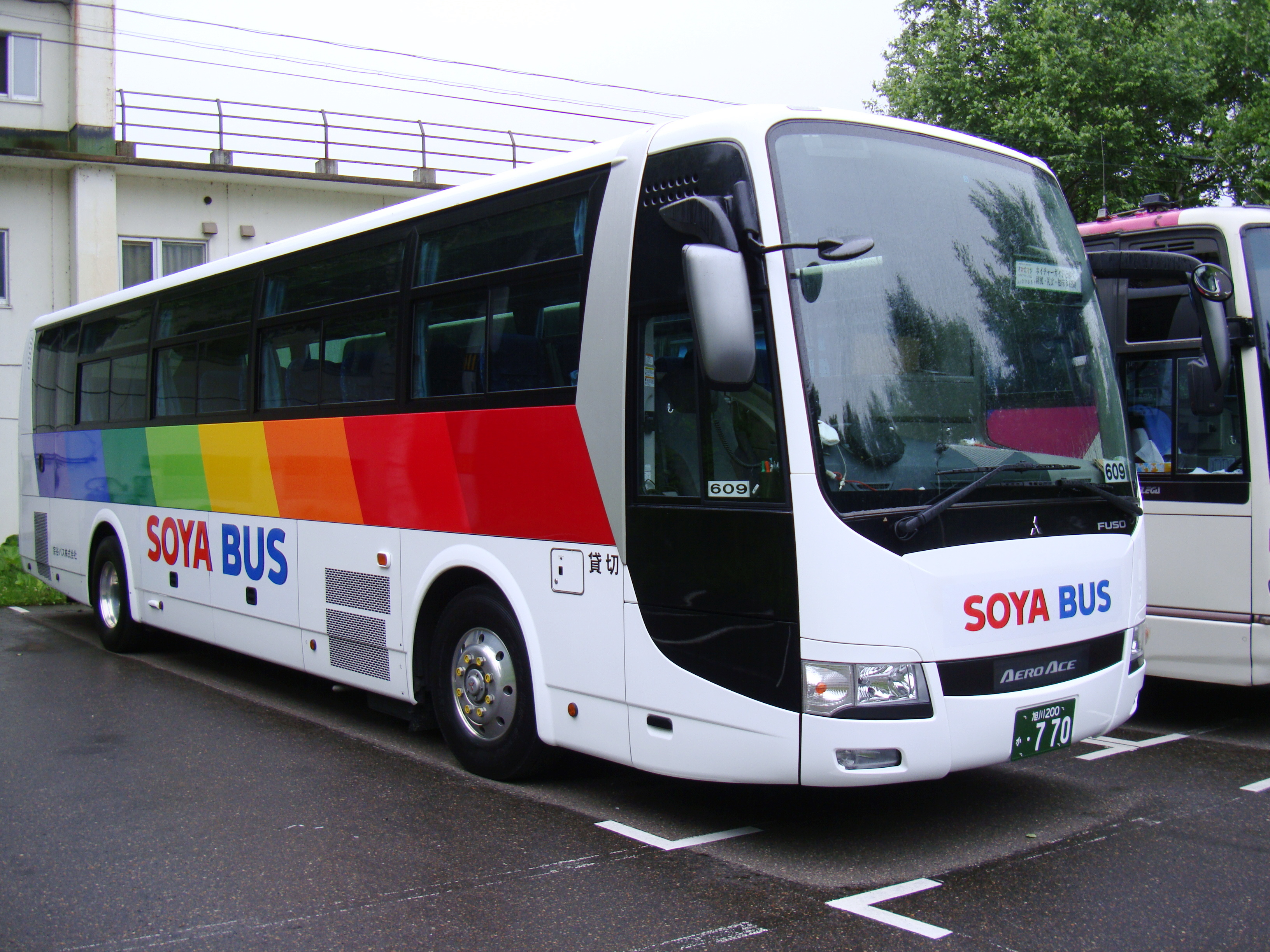
琉球バス交通より借り受けた車両 (609)

2008年（平成20年）より夏期繁忙期限定で、逆に夏期は閑散期となる沖縄県の琉球バス交通と那覇バス（第一交通産業グループ）より乗務員を受け入れている。2010年（平成22年）は運転手6名とバスガイド15名が利尻・礼文両営業所に配属された。同年より車両のリースも開始され、琉球バス交通所有の三菱ふそう・エアロエース5台が配属された。
これを知った福岡県の堀川観光バスが、修学旅行等で繁忙期を迎える時期に車両と乗務員の借り受けを打診。2012年（平成24年）10月17日に運転手4名と前年に導入された新型車両3台が福岡県へ向かって出発し、同月下旬から12月上旬まで稼動する予定となっている。